# Al Qaida in Irak
Tanzim Qaidat al-Jihad fi Bilad al-Rafidayn (Arabisch: تنظيم قاعدة الجهاد في بلاد الرافدين, Organisatie van de basis van jihad in Mesopotamië) (TQJBR), ook wel Al Qaida in Irak (AQI) of Al Qaida in Mesopotamië genoemd, was een Iraakse soennitische jihadistische organisatie die een betrokken partij was in de Iraakse opstand van 2003-2006. De organisatie was verantwoordelijk voor het ontstaan van de Moedjahedien Shuraraad en de Islamitische Staat in Irak, die weer de voorloper was van Islamitische Staat in Irak en de Levant.
De groep werd opgericht door de Jordaanse militant Abu Musab al-Zarqawi onder de naam Jama'at al-Tawhid wal-Jihad (Groep van Monotheïsme en Jihad). In augustus 2003 is de groep begonnen met bomaanslagen in Irak.
Nadat de groep in 2004 hun loyaliteit aan Al Qaida had verklaard, veranderde de naam in Tanzim Qaidat al-Jihad fi Bilad al-Rafidayn.